# نشرات جمعية الرياضيات الأمريكية
نشرات جمعية الرياضيات الأمريكية هي مجلة العضوية لجمعية الرياضيات الأمريكية (AMS)، وتنشر شهريًا باستثناء عددي يونيو ويوليو المجمعين. صدر المجلد الأول عام 1953. كل عدد من المجلة منذ يناير 1995 متاح بالكامل على موقع المجلة على شبكة الإنترنت. تراجع المقالات هيئة تحرير مكونة من خبراء في الرياضيات. رئيسة التحرير هي إيريكا فلابان منذ عام 2019. يتميز الغلاف بوجود صور توضيحية لمفاهيم الرياضيات.
توصف النشرات بأنها المجلة الرياضياتية الأكثر قراءة في العالم. بصفتها مجلة العضوية في الجمعية الرياضياتية الأمريكية، تُرسَل إلى ما يقرب من 30.000 عضو من أعضاء جمعية الرياضيات الأمريكية في جميع أنحاء العالم، ثلثهم خارج الولايات المتحدة. توفر النشرات فرصة لعلماء الرياضيات لمعرفة ما يجري في هذا المجال من خلال قراءة الأبحاث المنشورة فيها. يحتوي كل عدد على واحد أو اثنين من المقالات التي تصف التطورات الحالية في البحث الرياضياتي، كتبها علماء رياضيات محترفون. تحتوي النشرات أيضًا على مقالات عن تاريخ الرياضيات وطرق تدريس الرياضيات والقضايا المهنية التي تواجه علماء الرياضيات، بالإضافة إلى مراجعات للكتب والأعمال الأخرى.

## روابط خارجية
- الموقع الرسمي